# Nancy Carell
Nancy Carell (19 de julho de 1966) é uma atriz, comediante e escritora estadunidense, mais conhecida por seu trabalho em Saturday Night Live, The Daily Show e The Office. Em 2016, ela co-criou a série de comédia Angie Tribeca com seu marido, Steve Carell.

## Infância e educação
Carell nasceu e foi criada em Cohasset, Massachusetts. Ela se formou no Boston College em 1988. Quando era estudante universitária, era membra do grupo de improvisação "My Mother's Fleabag".

## Carreira
Carell começou na comédia em The Second City em Chicago e, como muitos dos ex-alunos da trupe, passou a integrar o elenco do Saturday Night Live (1995–1996), onde era mais conhecida por imitação do âncora da CNN, Bobbie Battista. Mais tarde, ocupou o cargo de correspondente no programa satírico The Daily Show. Ela deu voz à personagem Helen Goode na série animada The Goode Family, criada por Mike Judge e transmitida na ABC, onde foi creditada pela primeira vez com o sobremesa Carell em vez de Walls. Carell ocasionalmente foi convidada para The Office, interpretando Carol Stills, uma corretora imobiliária e ex-namorada do personagem Michael Scott. Ela também teve uma breve aparição no filme Bridesmaids.

## Vida pessoal
Carell é casada com o ator e comediante Steve Carell, que ela conheceu quando era aluna de uma aula de improvisação dele. Eles têm dois filhos, Elisabeth e John.